# Boeing 727
Boeing 727 je třímotorový proudový dopravní letoun pro střední vzdálenosti s jednou uličkou mezi sedadly (úzkotrupý letoun) zkonstruovaný firmou Boeing Commercial Airplanes (BCA) vyráběný od šedesátých let do roku 1984. Je schopen přepravit od 149 do 189 cestujících. Novější modely měly dolet až 5 000 km.
Byl určen pro krátké a středně dlouhé lety a byl schopen používat relativně krátké vzletové a přistávací dráhy na menších letištích. Pohání ho tři motory Pratt & Whitney JT8D v zadní části trupu pod ocasními plochami ve tvaru T. Model 727 je jediný třímotorový Boeing, který vstoupil do komerční výroby.
Typ 727 následoval čtyřmotorový dopravní letoun Boeing 707, se kterým sdílí průřez horní části trupu a design kokpitu. 727-100 poprvé vzlétl v únoru 1963 a v únoru 1964 vstoupil do služby u Eastern Air Lines; protažený typ 727-200 vzlétl v červenci 1967 a v prosinci vstoupil do služby u Northeast Airlines. Boeing 727 se stal oporou domácích leteckých společností a použití se dočkal také na mezinárodních trasách krátkého a středního doletu. Vznikly osobní, nákladní a přestavitelně verze modelu 727.
Nejvyšší míra produkce Boeingu 727 probíhala v 70. letech a poslední 727 byly dokončeny v roce 1984. V červenci 2018 bylo v komerčním provozu celkem 44 Boeingů 727 (2 × 727-100 a 42 × -200) u 23 leteckých společností, plus několik dalších ve vládních a soukromých službách. Hlukové předpisy na letištích vedly k tomu, že byly 727 vybaveny soupravami pro tišší chod ("Hush kit"). Od roku 1964 došlo ke 118 smrtelným incidentům týkajících se Boeingu 727. Mezi nástupnické modely patří varianty Boeingu 737 a 757-200. Poslední komerční osobní let typu 727 se uskutečnil v lednu 2019.

## Vývoj

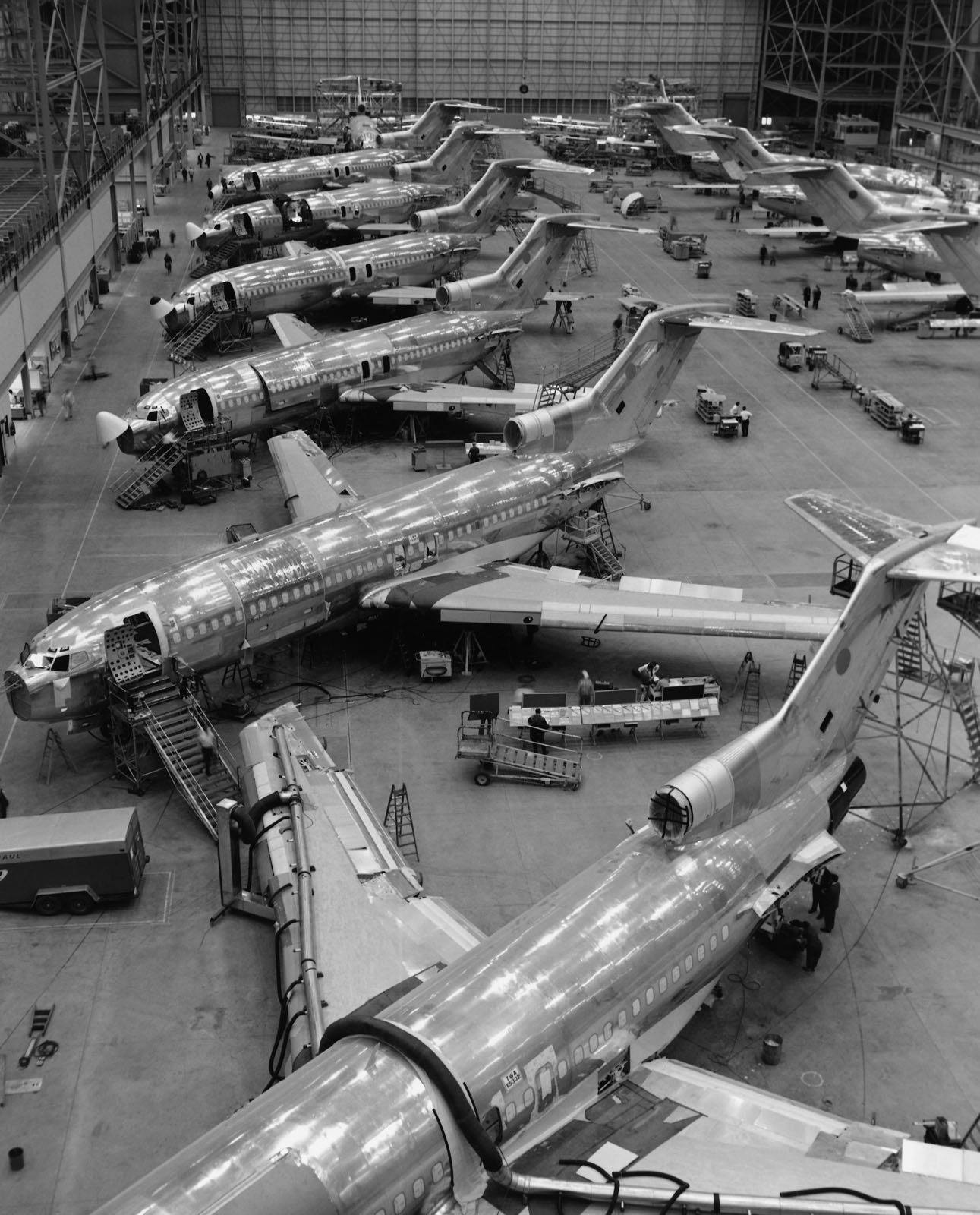
Výroba Boeingu 727

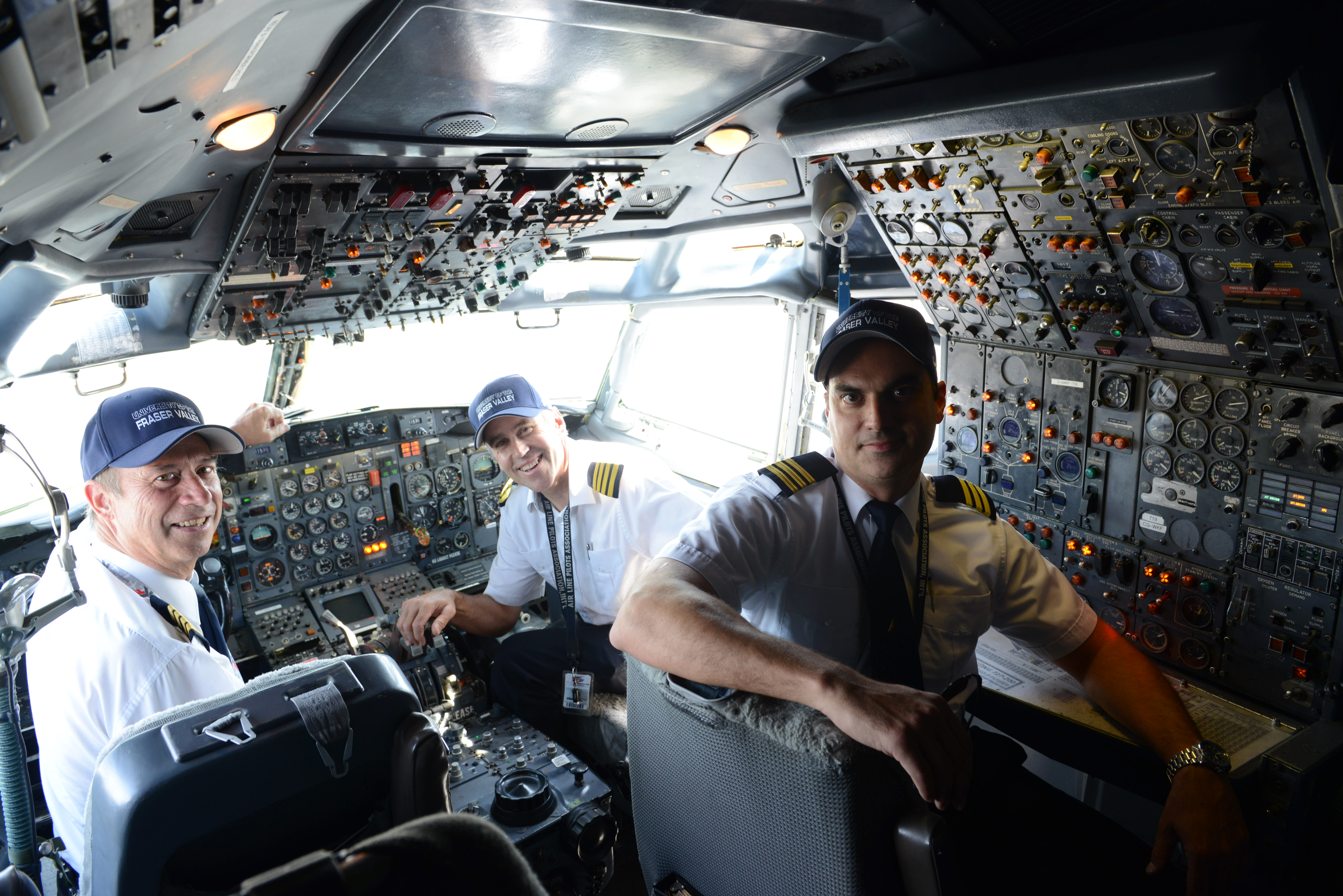
Tříčlenný kokpit

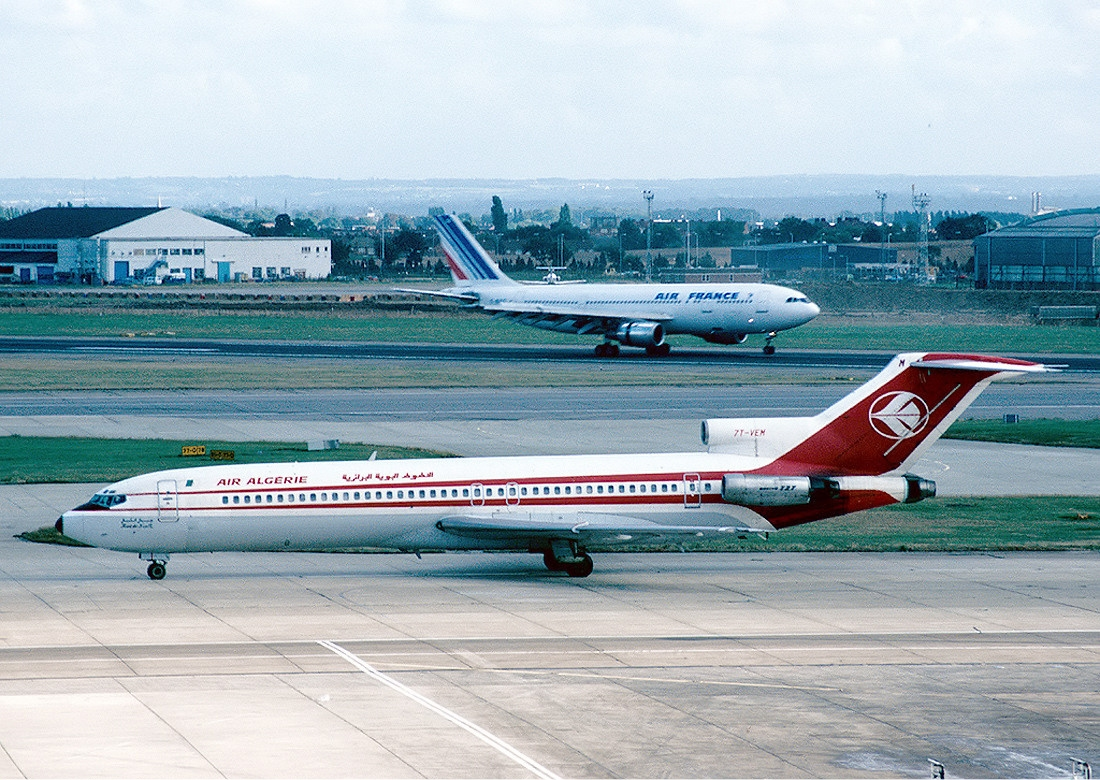
Boeing 727-200 společnosti Air Algérie v září 1981, v pozadí Airbus A300

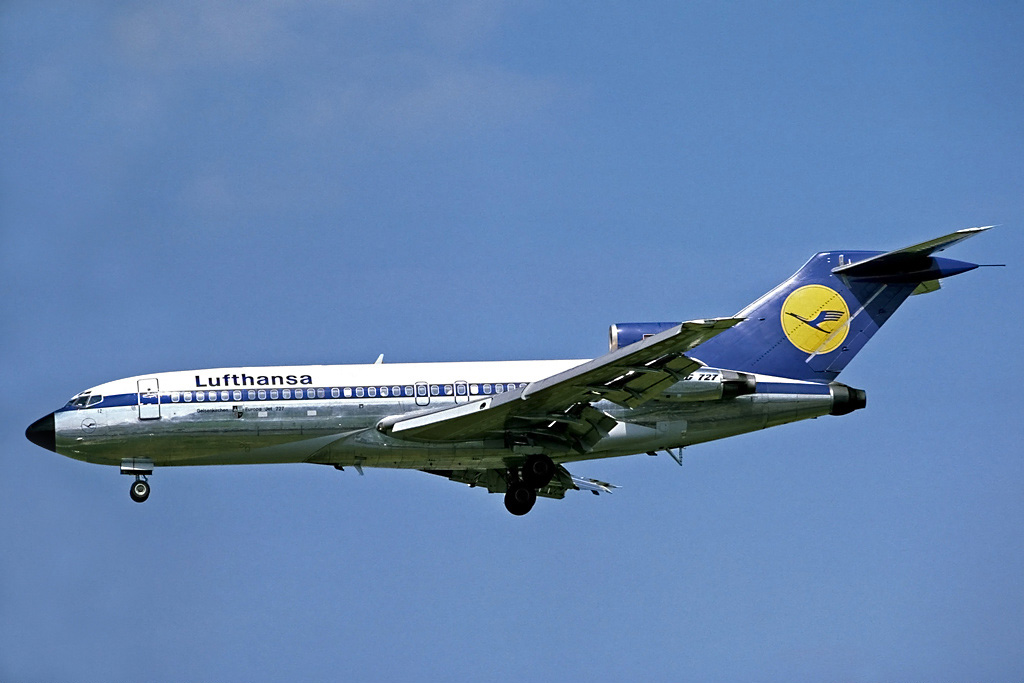
Přistávající Boeing 727–100 firmy Lufthansa u letiště London Heathrow (1978).

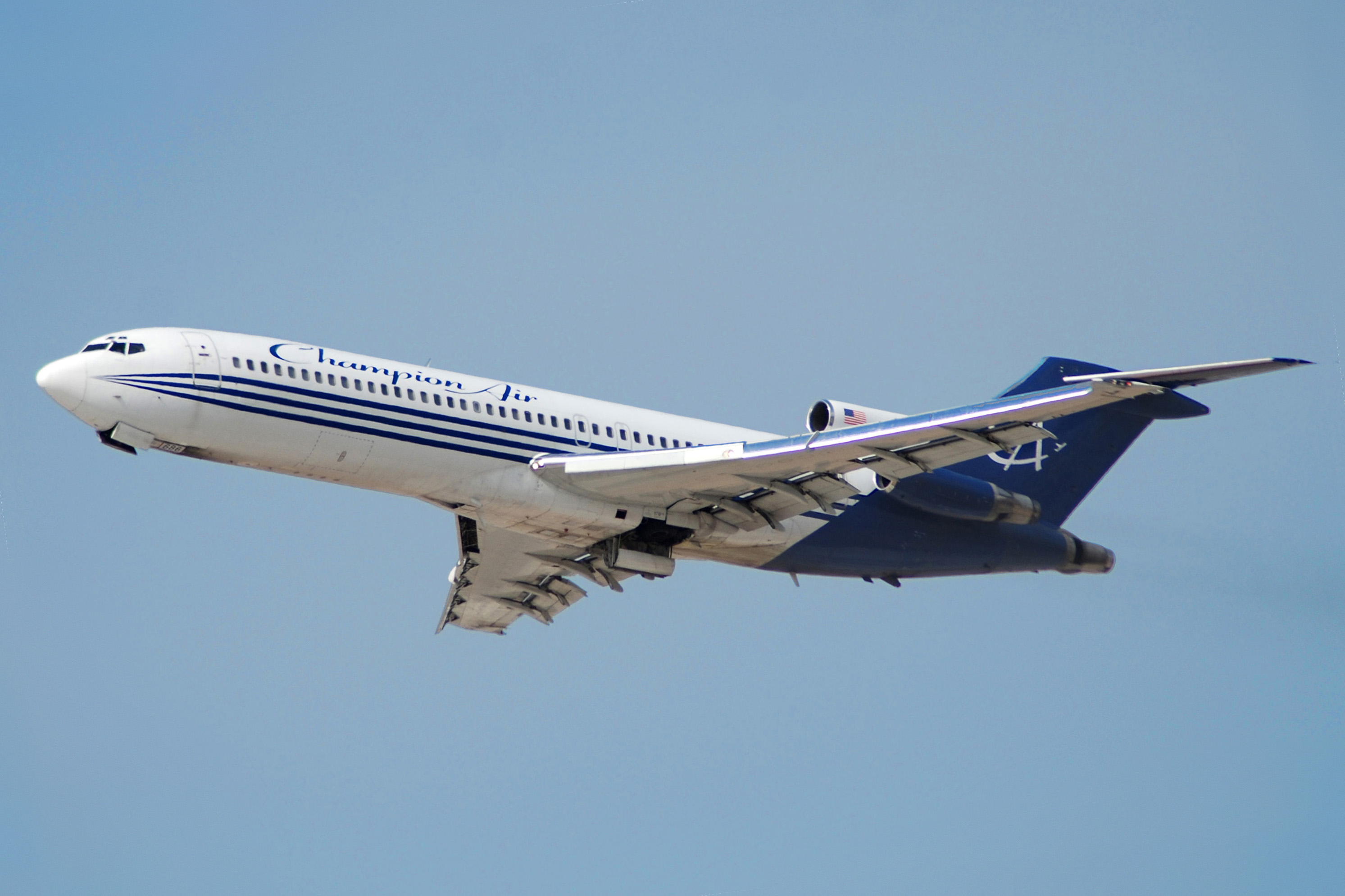
Boeing 727-200

Poprvé vzlétl 9. února v roce 1963 a druhý prototyp následně 12. března téhož roku. V polovině září 1963 již létalo devět letounů nového Modelu 727. V původní verzi měl „sedm-dva-sedm“ 88 nebo 119 sedadel cestujících, pohon obstarávaly tři dvouproudové motory s osovým kompresorem a obraceči tahu Pratt & Whitney JT8D-1 o tahu 62,5 kN každý. Do kabiny se vstupovalo ze spodní části zádě hydraulicky sklápěnými dveřmi s vestavěným schodištěm a bočními dveřmi za pilotním prostorem.
Boeing 727 nastoupil na pravidelné linky dne 1. února 1964 u společnosti Eastern Airlines na trati Filadelfie–Washington–Miami, u dopravce United Airlines pak o čtyři dny později na lince San Francisco–Denver. Od dubna nasadily na linku New York–Chicago Boeing 727 American Airlines a v červnu TWA na linku Indianapolis–New York.
Základní verze Boeing 727-100 byla určena pro přepravu 131 cestujících s instalovanými zlepšenými pohonnými jednotkami JT8D-7 po 62,5 kN, případně na žádost dopravců operujících z výše položených letišť, nebo v trvale horkých oblastech s trojicí silnějších motorů JT8D-9 po 64,5 kN tahu na vzletovém režimu.
Pro přepravu osob i nákladu současně vznikla konvertibilní verze 727-100C s možností různých úprav vnitřního prostoru kabiny. Na levé straně trupu před křídlem byly umístěny nákladní vrata rozměrů 3,4 × 2,18 m, podlaha kabiny byla zesílena. Oficiální certifikát FAA (Federal Aviation Administration) tato varianta získala 13. ledna 1966. Jako první dopravce začal Convertible používat Northwest Orient od dubna stejného roku.
Další verzí letounů řady 100 byl Boeing 727-100QC (Quick Change). Sedadla cestujících uvnitř trupu byla na paletách, což umožňovalo do 30 minut změnit interiér z osobního na nákladní. V podlaze byl rovněž zamontován výkonnější dopravníkový systém k usnadnění manipulace s nákladem. Na linky se tato verze dostala v květnu roku 1966 u dopravní společnosti United Airlines.
Pro služební přepravu představitelů velkých korporací vznikla verze 727-100 Business Jet. Některé vybavení aeroliniového typu z vnitřku trupu bylo odstraněno, což umožnilo po dodání objednateli instalaci luxusního interiéru specializovanou firmou. Jako první si tento letoun objednala dne 13. listopadu 1970 společnost International Telephone and Telegraph.
Typ 727-100BJ měl zvláštní palivové nádrže v dolních nákladních prostorech, čímž byla zvýšena celková zásoba leteckého petroleje na 40 500 l. Tento speciál pak mohl přepravovat užitečné zatížení o hmotnosti 1 814 kg až na vzdálenost 6 670 km. 100BJ také obdržela nové navigační vybavení pro velké vzdálenosti a povětrnostní radar s velkým dosahem.
Do ukončení výroby stovkové řady v roce 1972 bylo vyprodukováno 572 kusů všech modifikací.
27. července 1967 poprvé vzlétl prototyp prodloužené verze Boeing 727-200 (N270L). Zvýšený počet sedadel na 163 v základní variantě byl dosažen přidáním dvou třímetrových sekcí před šachtu hlavního podvozku a za ni. V ekonomické třídě se zúženými uličkami a vzdáleností mezi řadami sedadel se do trupu vešlo až 189 cestujících. V konstrukci draku došlo k místním zesílením nosných prvků, aby pevnostně vyhovovaly větší vzletové hmotnosti stroje. První „dvoustovky“ poháněly tři dvouproudové motory JT8D-9, pozdější série obdržely výkonnější JT8D-11 s tahem po 66,7 kN, následně pak JT8D-15 po 68,9 kN a JT8D-17 s tahem až 71,2 kN.
Boeing 727-200 byl poprvé nasazen na linkovou dopravu v prosinci 1967 společností Northwest Airlines. V květnu 1972 si jako první objednala společnost Sterling Airways z Dánska vylepšenou variantu Boeing Advanced 727-200 s inovovaným interiérem. K dalším úpravám došlo u gondol motorů JT8D-15 na vstupech vzduchu a výstupních tryskách za účelem snížení hlučnosti. Konstrukce byla zesílena a došlo také na zvětšení zásoby neseného paliva. Základní počet sedadel činil 145. Podstatné zdokonalení Advanced přinesly motory JT8D-17R s automatickým regulačním systémem APR, který automaticky zvyšuje otáčky zbývajících motorů při poklesu výkonnosti jednoho z trojice pohonných jednotek.
Během roku 1981 byla vyvinuta nákladní verze letounu Boeing 727-200F (Freighter) se zesílenou nosnou konstrukcí a podlahou. Pohon zajišťovala trojice motorů Pratt & Whitney JT8D-17A, nákladní kabina byla bez oken zato s velkými odklápěcími nákladními vraty po levé straně trupu. Prvním zákazníkem se stala firma FedEx.
Označení Boeing 727-200H (Hushkitted) bylo přiřazeno novým i zpětně modifikovaným letounům, které byly vybaveny soupravou pro snížení hlučnosti na motorech. Úpravy se týkaly protihlukových izolací kolem vstupu, turbíny a delších výstupních přepracovaných rour.
Po dlouhou dobu byl nejpopulárnějším proudovým dopravním letadlem na světě. Stal se také prvním civilním dopravním letadlem, jehož výroba přesáhla 1 500 kusů nepřerušené série. Celkem bylo vyrobeno 1 831 kusů. O titul nejprodávanějšího proudového dopravního letounu na světě přišel až na počátku 90. let, kdy jej překonal Boeing 737. Výroba byla ukončena 14. srpna 1984 poslední „sedm-dva-sedmičkou“ model 200F pro společnost Federal Express. V srpnu 2006 bylo po celém světě v provozu ještě 127 Boeingů 727-100 a 493 Boeingů 727-200.

## Uživatelé v Česku

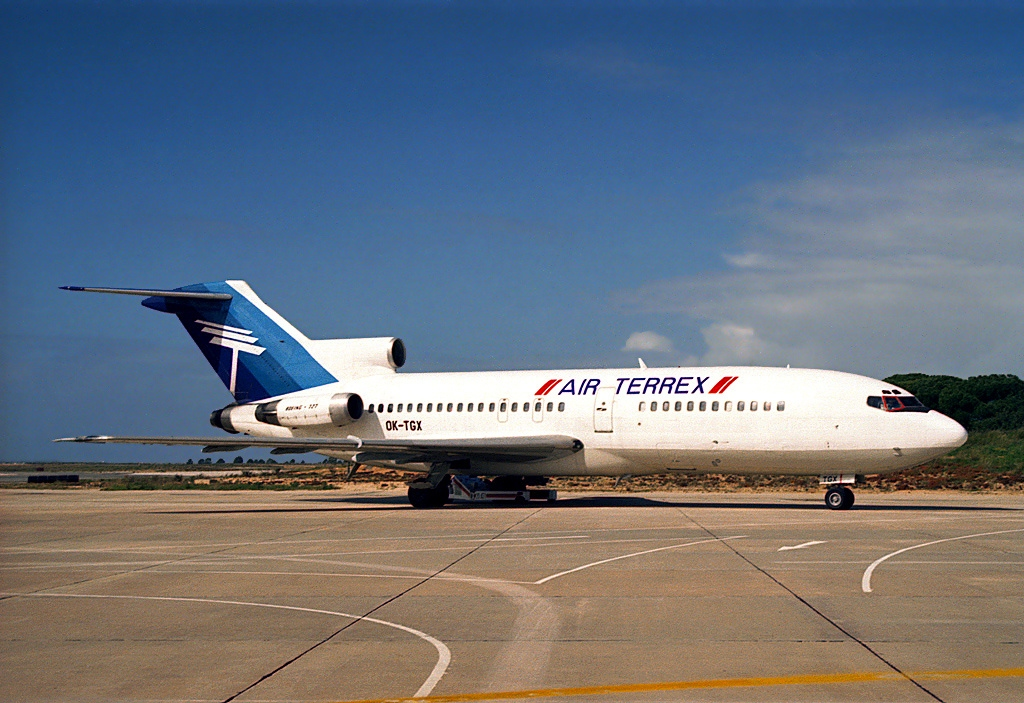
Boeing 727-051 české společnosti Air Terrex v roce 1994

Prvním uživatelem letounu Boeing 727-051 (výr. č. 18798/93) v ČR se 21. července 1992 stal letecký dopravce Cargo Moravia Airlines. Stroj byl zalétaný 11. listopadu 1964 a krátce poté převzat společností Northwest Orient Airlines (imatrikulace N462US). Následně byl využíván dopravci Pacific Southwest Airlines a Continental Airlines. Po zakoupení firmou Aircraft Support Inc. byl pronajat CMA, kde obdržel imatrikulaci OK-TGX a jméno „Evropa 2“. Byl využíván pro charterové lety do evropských letovisek. V průběhu září 1992 CMA přerušila činnost a letoun přešel do letadlového parku Air Terrex, Ltd. Po ukončení letní sezóny a smlouvy o pronájmu byl 27. září 1995 vrácen. Po celkové revizi v britském Lashamu přelétl přes Coventry do Istanbulu, kde byl uskladněn.
Dne 10. listopadu 1992 převzala Air Terrex, Ltd. prodloužený Boeing 727-230 (21623/1433, OK-JGY) v celoekonomickém provedení kabiny se 170 sedadly. Po záletu 10. ledna 1970 byl dodán přepravci Lufthansa (D-ABKT). Od této společnosti byl odkoupen firmou International Airlines Support Group, která jej pronajala Air Terrex. Na charterových linkách létal do srpna 1994, kdy došlo k podpronájmu společnosti Pacific Airlines. S ukončením činnosti Terrex Group 15. května 1996 byl letoun 1. června 1996 vrácen a převzat firmou General Aviation, která stroj příštího roku pronajala dalšímu českému dopravci Silver Air z Prahy. Následně byl letoun vrácen nájemci a v červnu 1998 odprodán společnosti Safair do Jihoafrické republiky.
Třetí český Boeing 727-2D3 (21021/1082, OK-EGK) převzal 17. července 1993 opět Air Terrex. Tento letoun poprvé vzlétl 25. října 1974 a následně dodán jordánské společnosti Alia (JY-ADV). Od ní se postupně dostal do služeb dopravců Dominicana, Air Holland a britského Dan-Air London, od něhož byl americkou Bank of Utah pronajat Air Terrexu. 26. ledna 1995 byl vrácen nájemci, který stroj po revizi a úpravě pro smíšenou dopravu osob a nákladu pronajal britské firmě Sabre Airlines (G-BPND). Později byly na letoun instalovány ekologičtější pohonné jednotky JT8D-217 u specializované firmy v Bournemouthu a jeho označení bylo změněno na B727-2D3F/RE (Re-Engined).
26. dubna 1995 se Air Terrexu realizovalo dodání čtvrtého letounu Boeing 727-023 (18444/114, OK-UGZ). Po zalétání 2. února 1965 byl dodán American Airlines (N1988) a po svém vyřazení přešel do majetku leasingové společnosti S-C Aviation Financing, Ltd., která Boeing pronajala do Česka. Nájemci byl letoun vrácen 3. března 1996 a následně byl využíván u jihoafrické Inter Air.
Další „sedm-dva-sedm“ používala česká letecká společnost Bemoair. Stroj zalétaný 19. června 1980 (výr. č. 22165/1635) byl s poznávací značkou I-DIRP předán dopravci Alitalia. Od ní letoun postupně s různými poznávacími značkami vlastnily firmy ATASCO, People Express, Continental Airlines a Transtel, od něhož se tento Boeing dostal do pronájmu ke společnosti Air Dabia z Toga (5V-TPA, „Mariaton Sakiliba“). Od tohoto dopravce byl letoun prostřednictvím lucemburského leasingu Air Logistic S.A. podpronajat na letní sezónu od 23. července do 30. září 1996 Bemoairu. Interiér letounu byl upraven pro 14 cestujících obchodní a 136 ekonomické třídy. 1. října 1996 byl vrácen Air Dabia.

## Uživatelé na Slovensku
Od 7. srpna 1994 provozovala jeden Boeing 727-230 (20526/871, OM-CHD, „Devín“) letecká společnost Air Slovakia BWJ Ltd., pronajatý firmou ATAS. Stroj byl zalétán 19. října 1971, který do svého leteckého parku následně zařadila Lufthansa (D-ABGI). Po vyřazení od německého uživatele přešel do majetku leasingové společnosti ATAS, odkud se dostal k dopravci Pan American World Airways. U Air Slovakia létal v úpravě kabiny pro 165 cestujících v celoekonomickém provedení. K ukončení pronájmu došlo v únoru 2000, kdy byl letoun přelétnut k uskladnění na letišti v Lashamu ve Velké Británii, kde byl za dva měsíce sešrotován.
Od 9. května 1996 do 28. listopadu 1997 používaly aerolinky Air Slovakia druhý Boeing 727 téže verze (20525/870, OM-AHK, „Kriváň“). Stroj poprvé vzlétl 3. září 1971 a byl rovněž dodán přepravci Lufthansa (D-ABFI). Po ukončení provozu byl vrácen nájemci ATAS a následně předán Azerbaijan Airlines.

## Varianty

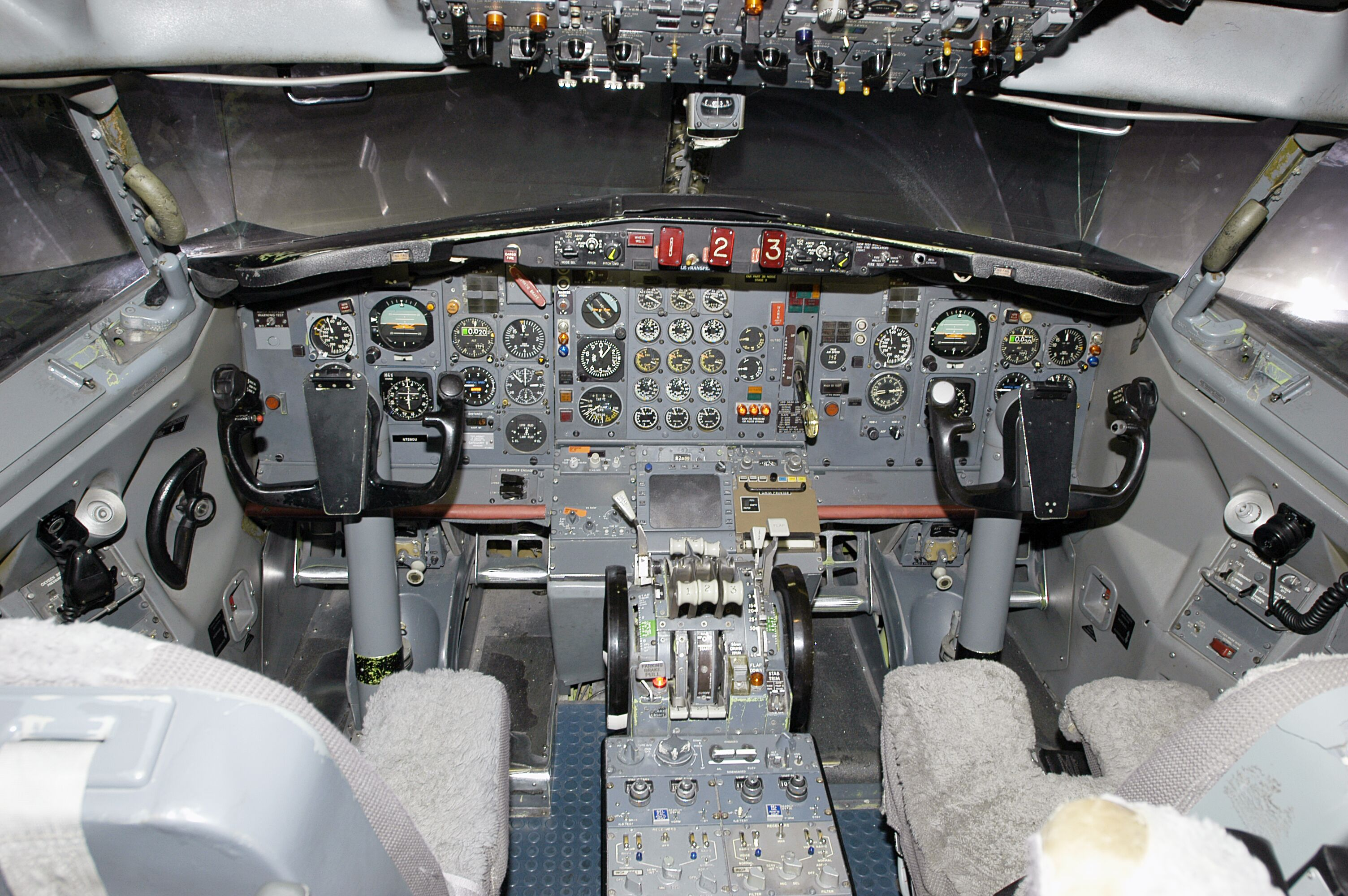
Kokpit Boeingu 727

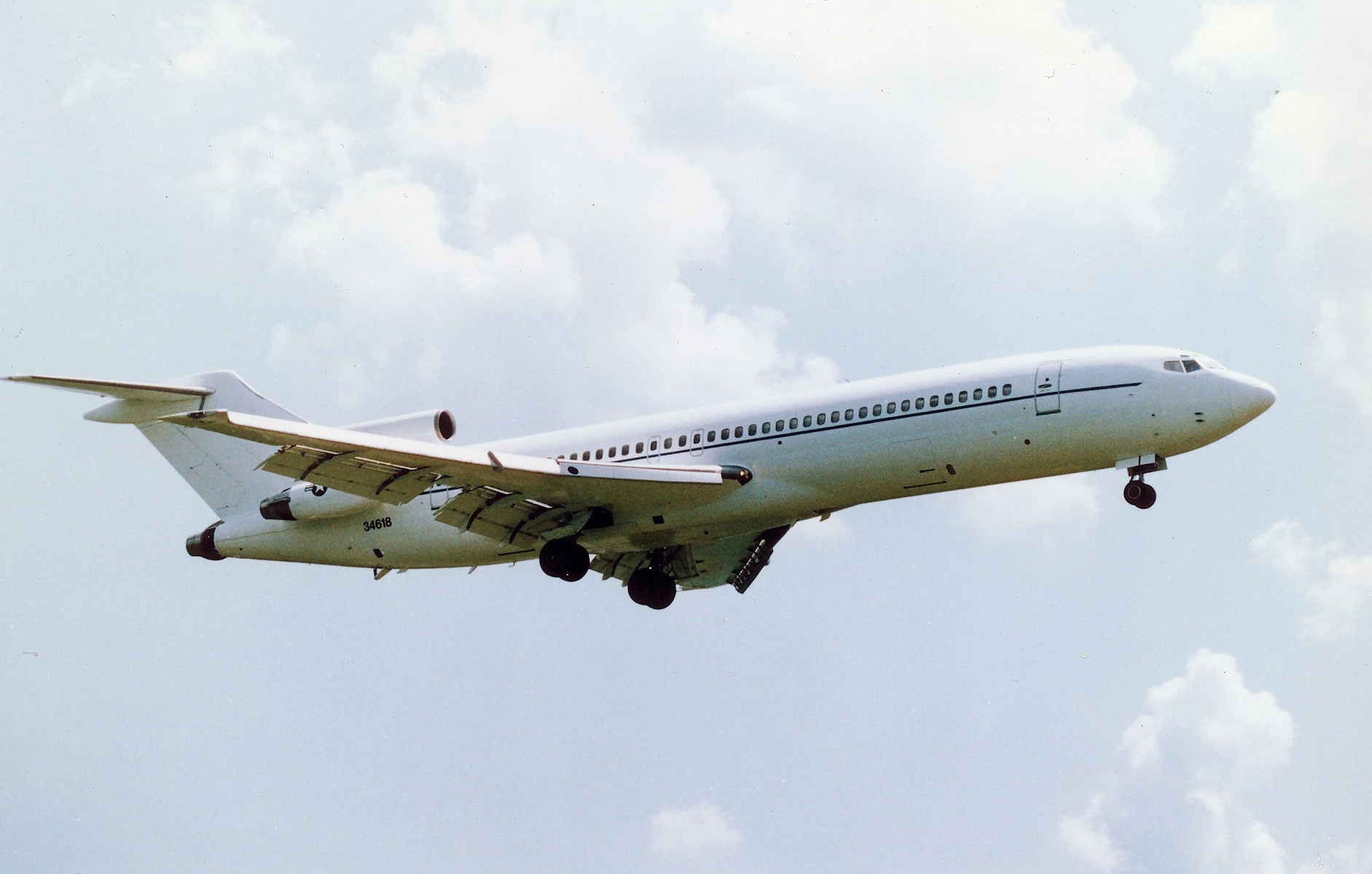
Vojenská verze US Air Force označená C-22B (727-100)

Data: Boeing Aircraft since 1916

### 727-100
727-100C
727-100QC
727-100QF
Boeing C-22A
Boeing C-22B

### 727-200
727-200C
727-200 Advanced
727-200F Advanced
Super 27
Boeing C-22C

## Specifikace
| Varianta                  | 727-100                                    | 727-200                                                            |
| ------------------------- | ------------------------------------------ | ------------------------------------------------------------------ |
| Posádka                   | three: pilot, kopilot a palubní inženýr    | three: pilot, kopilot a palubní inženýr                            |
| Sezení (2 třídy)          | 106: 16F@38", 90Y@34"                      | 134: 20F@38", 114Y@34"                                             |
| Sezení (1 třída)          | 125@34"                                    | 155@34"                                                            |
| Exit limit                | 131                                        | 189                                                                |
| Délka                     | 133ft2in / 40,59m                          | 153ft2in / 46,68m                                                  |
| Výška                     | 34ft3in / 10,44m                           | 34ft11in / 10,65m                                                  |
| Šířka kabiny              | 140in / 3,56m                              | 140in / 3,56m                                                      |
| Rozpětí                   | 108 ft / 32,92m                            | 108 ft / 32,92m                                                    |
| Křídlo                    | 1 650 square feet (153 m2), šípovitost 32° | 1 650 square feet (153 m2), šípovitost 32°                         |
| MTOW                      | 169 000 lb / 76 700 kg                     | 172 000 lb / 78 100 kg Adv. 209 500 lb / 95 100 kg                 |
| Operační prázdná hmotnost | 87696 lb / 39 800 kg                       | 97 650 lb / 44 330 kg Adv. 100 700 lb / 45 720 kg                  |
| Kapacita paliva           | 7 680gal / 29 069L                         | 8 090USgal / 30 620L Adv. 10 585USgal / 40 060L                    |
| Motory ×3                 | Pratt & Whitney JT8D-1/7/9                 | JT8D-7/9/11 (Adv.: -9/15/17/17R)                                   |
| Tah ×3                    | 14 000–14 500 lbf (62–64 kN)               | 14 000–15 000 lbf (62–67 kN) Adv. 14 500–17 400 lbf (64–77 kN)     |
| Dolet Dvě třídy           | 2 250 námořních mil (4 170 km)             | 1 900 námořních mil (3 500 km) Adv. 2 550 námořních mil (4 720 km) |
| Vzlet MTOW, SL, ISA       | 8 300 stop (2 500 m)                       | 8 400 stop (2 600 m) Adv. 10 100 stop (3 100 m)                    |
| MMO                       | Mach 0,9 (961 km/h; 519 kn)                | Mach 0,9 (961 km/h; 519 kn)                                        |
| Cestovní rychlost         | 495 kn/ 917 km/h / Mach 0,86               | 865–953 km/h / 467-515kt                                           |
| Dostup                    | 42,000 stop (12,802 m)                     | 42,000 stop (12,802 m)                                             |